# Grand Prix Německa 2008
Grand Prix Německa 2008 ( LXVIII Großer Preis Santander von Deutschland) desátý závod 59. ročníku mistrovství světa vozů Formule 1, historicky již 795. grand prix, se uskutečnila na okruhu Hockenheimring.

## Výsledky
- 22. červenec 2008
- Okruh Hockenheimring
- 67 kol x 4,574 km = 306,458 km
- 795. Grand Prix
- 8. vítězství Lewis Hamiltona
- 160. vítězství pro McLaren
- 199. vítězství pro Velkou Británii
- 7. vítězství pro vůz se startovním číslem 22
- 312. vítězství z pole positions

| Pozice | č.  | Jezdec               | Vůz               | Kolo | Čas               | Pole | Body | Nej. kolo      | 1. Pitstop   | 2. Pitstop   | 3. Pitstop  |
| ------ | --- | -------------------- | ----------------- | ---- | ----------------- | ---- | ---- | -------------- | ------------ | ------------ | ----------- |
| 1      | 22. | Lewis Hamilton       | McLaren MP4-23    | 67   | 1:31:20.874       | 1    | 10   | 1:16.039       | 50. / 22.952 |              |             |
| 2      | 6.  | Nelson Piquet jr.    | Renault R28       | 67   | á 0:05,586        | 17   | 8    | 1:16.910 (9.)  | 35. / 28.375 |              |             |
| 3      | 2.  | Felipe Massa         | Ferrari F2008     | 67   | á 0:09,339        | 2    | 6    | 1:16.502 (5.)  | 38. / 25.622 |              |             |
| 4      | 3.  | Nick Heidfeld        | BMW Sauber F1.08  | 67   | á 0:09,825        | 12   | 5    | 1:15.987       | 27. / 24.602 | 53. / 22.263 |             |
| 5      | 23. | Heikki Kovalainen    | McLaren MP4-23    | 67   | á 0:12,411        | 3    | 4    | 1:16.495 (4.)  | 23. / 26.529 |              |             |
| 6      | 1.  | Kimi Räikkönen       | Ferrari F2008     | 67   | á 0:14,483        | 6    | 3    | 1:16.342       | 22. / 24.352 |              |             |
| 7      | 4.  | Robert Kubica        | BMW Sauber F1.08  | 67   | á 0:22,603        | 7    | 2    | 1:16.610 (6.)  | 38. / 24.419 |              |             |
| 8      | 15. | Sebastien Vettel     | Toro Rosso STR3   | 67   | á 0:33,282        | 9    | 1    | 1:16.772 (8.)  | 21. / 24.893 | 38. / 24.639 |             |
| 9      | 11. | Jarno Trulli         | Toyota TF108      | 67   | á 0:37,199        | 4    |      | 1:17.023 (12.) | 38. / 25.043 |              |             |
| 10     | 7.  | Nico Rosberg         | Williams FW30     | 67   | á 0:37,658        | 13   |      | 1:17.380 (15.) | 28. / 24.015 | 38. / 29.361 |             |
| 11     | 5.  | Fernando Alonso      | Renault R28       | 67   | á 0:38,625        | 5    |      | 1:17.115 (13.) | 38. / 24.270 |              |             |
| 12     | 14. | Sébastien Bourdais   | Toro Rosso STR3   | 67   | á 0:39,111        | 15   |      | 1:16.969 (10.) | 23. / 24.841 | 38. / 33.428 |             |
| 13     | 9.  | David Coulthard      | Red Bull RB4      | 67   | á 0:54,971        | 10   |      | 1:16.994 (11.) | 21. / 25.247 | 38. / 36.101 |             |
| 14     | 8.  | Kazuki Nakadžima     | Williams FW30     | 67   | á 1:00,003        | 16   |      | 1:17.691 (17.) | 29. / 24.011 | 40. / 23.280 |             |
| 15     | 20  | Adrian Sutil         | Force India VJM01 | 67   | á 1:09,488        | 19   |      | 1:17.889 (18.) | 25. / 24.655 | 39. / 24.986 |             |
| 16     | 21. | Giancarlo Fisichella | Force India VJM01 | 67   | á 1:24.093 (+25s) | 20   |      | 1:18.208 (20.) | 27. / 22.850 | 37./ 25.896  |             |
| 17     | 16. | Jenson Button        | Honda RA108       | 66   | á 1. kolo         | 14   |      | 1:17.636 (16.) | 27./ 25.145  | 35./ 24.327  | 54./ 23.000 |
| Pozice | č.  | Odstoupili           | Vůz               | Kolo | Důvod             | Pole | Body | Nej. kolo      | 1. Pitstop   | 2. Pitstop   | 3. Pitstop  |
| Ret    | 17. | Rubens Barrichello   | Honda RA108       | 50   | Kolize            | 18   |      | 1:17.986 (19.) | 31./ 24.069  | 49./ 34.314  |             |
| Ret    | 10. | Mark Webber          | Red Bull RB4      | 40   | Ztráta oleje      | 8    |      | 1:17.206 (14.) | 23./24.769   | 38./24.919   |             |
| Ret    | 12. | Timo Glock           | Toyota TF108      | 35   | Nehoda            | 11   |      | 1:16.712 (7.)  | 29./ 24.490  |              |             |

- žlutě – nejrychlejší pitstop
- zeleně – nejpomalejší pitstop
- červeně – Neplánovaná zastávka

## Nejrychlejší kolo
Nick Heidfeld- BMW Sauber F1.08-1:15.987
- 2. nejrychlejší kolo Nicka Heidfelda
- 2. nejrychlejší kolo pro BMW Sauber
- 97. nejrychlejší kolo pro Německo
- 48. nejrychlejší kolo pro vůz se startovním číslem 3

## Zajímavosti
- 10. Grand Prix pro Nelsona Piqueta ml. a Sébastiena Bourdaise
- 1. pódium Nelsona Piqueta ml. v kariéře
- Nelsona Piquet ml. poprvé v kariéře vedl závod
- 1. pódium pro Renault v této sezoně
- Poprvé od Velké ceny Belgie 1991 (Ayrton Senna a Nelson Piquet) byli dva Brazilci na pódiu

| Pole position      | Vítězství          | Nej. kolo        |
| Spojené království | Spojené království | Německo          |
| Lewis Hamilton     | Lewis Hamilton     | Nick Heidfeld    |
| McLaren MP4-23     | McLaren MP4-23     | BMW Sauber F1.08 |
| 1'15.666           | 1:31'20.874        | 1'15.987         |
| 217.620 km/h       | 201.291 km/h       | 216.700 km/h     |
| ------------------ | ------------------ | ---------------- |